# 別盧哈山
別盧哈山位於俄羅斯和哈薩克接壤邊境，是阿爾泰山脈俄羅斯部分最高的山峰。
別盧哈山有兩個山峰，東面較高的山峰高度4,506米，而西面的山峰高度4,440米，1914年首次有人登上峰頂。

## 外部連結
- Altai Reserve
- The Belukha Mountain pictures（页面存档备份，存于）
- Altai Photo - Mountain pictures（页面存档备份，存于）